# Route 322 (Nouvelle-Écosse)
Pour les articles homonymes, voir Route 322.
La route 322 est une route secondaire de la Nouvelle-Écosse d'orientation ouest-est située dans le sud de la province, dans la ville sœur d'Halifax, Dartmouth. Elle est une route moyennement fréquentée sur toute sa longueur, et est une route très fréquentée entre la rue Woodland et le pont MacDonald. De plus, elle mesure 22 kilomètres, et est une route asphaltée sur l'entièreté de son tracé.

## Tracé
La route 322 débute sur la route 7, Windmill St., dans le quartier industriel de Dartmouth. Elle se dirige vers le sud-est pendant 6 kilomètres, croisant notamment la route 111 avant le pont MacKay, puis traversant la ville de Dartmouth. Elle est l'une des principales rues de la ville, Victoria St., et est particulièrement empruntée entre la rue Woodland, connectant à la route 118, et l'entrée du pont MacDonald dans la ville d'Halifax, puisque c'est le principal chemin pour le pont MacDonald depuis la route 102 sud.
La 322 croise ensuite les routes 7 et 207, puis suit la côte du havre d'Halifax en croisant encore la route 111 à son terminus est, puis traversant Eastern Passage. Elle se termine à Rainbow Haven, sur la route Bissett.

## Communautés traversées
1. Dartmouth
2. Eastern Passage
3. Rainbow Haven